# Enicmus transversus
Enicmus transversus är en skalbaggsart som först beskrevs av Olivier 1790.  Enicmus transversus ingår i släktet Enicmus, och familjen mögelbaggar. Arten är reproducerande i Sverige.